# Gaspar Aquino de Belén
Gaspar Aquino de Belén va ser un poeta i traductor filipí de finals del segle xvii i principis del segle xviii.
Laic al servei de l'Església Catòlica, va treballar a la impremta de la Companyia de Jesús, en un moment en què els missioners catòlics adaptaven la religió a les llengües vernacles per dur a terme una millor evangelització, en aquest cas l'Àsia. Aquino de Belén, nadiu filipí, va esdevenir bilingüe de tagal i castellà i es va convertir en el protegit dels missioners dintre de la societat colonial, perquè els resultava útil com a informador sobre la llengua tagala. En tot cas, la seva posició a la impremta jesuïta i l'oportunitat de publicar poemes denoten que va tenir una gran habilitat per absorbir la cultura dels colonitzadors.
La seva obra més coneguda i una de les més cabdals dintre de la literatura tagala a inicis del segle XVIII va ser Ang Passion ni Jesu Christong Panginooon Natin, publicada entre 1703-1704 com un complement de la traducció dels resos de Tomás de Villacastín. Aquesta obra és una passió de Jesucrist que va esdevenir molt popular representada durant la Setmana Santa. A més, va ser el primer poema narratiu escrit en la història de la literatura tagala. Se'n van fer reedicions els anys posteriors a la dècada del 1760 i va servir de base per altres passions escrites en tagal i, a més, va ser corregida i promulgada a totes les parròquies de tota Filipines des d'aleshores, amb això es va començar a generar un idioma vernacle sobre l'experiència cristiana. També consten dues obres més seves: va participar en el Vocabulario de la lengua Bisaya de Mateo Sánchez (1711) i apareix com a editor d'una obra on es commemora la celebració del naixement del príncep Lluís Ferran de Borbó (1709).